# Nej se det snöar
Nej se det snöar är en svensk barnvisa med text och musik av Felix Körling och publicerad 1913 i Kisse-Misse-Måns och andra visor med titeln Hurra för vintern!. Sångtexten beskriver ur barns perspektiv glädjen och förväntningarna då den första snön kommer.

## Inspelningar
En inspelning med Peter Himmelstrand gavs ut på skiva 1978. Agnetha Fältskog och hennes dotter Linda Ulvaeus spelade in sången på sitt julalbum "Nu tändas tusen juleljus" från 1981.